# 安基翁公園
安基翁公園（法語：parc Angrignon，發音：[paʁk ɑ̃ɡʁiɲɔ̃]）是加拿大魁北克省滿地可西南區的一個城市公园，總面積97公頃，內有1.1（0.68英里）長的湖泊。該園是該市大型公園之一。
該園以1921至1934年間的聖保祿嶺區議員让-巴蒂斯特·安格里尼翁（1875–1948）命名。1927年之前，此地稱為克勞福德公園（parc Crawford）。
公園的設計靈感來自於19世紀英式庭園。園內有20,000棵樹、蜿蜒小路及周圍遍地香蒲的池塘。
安基翁站位於公園的北角，是滿地可地鐵綠線的西端總站。